# The Ancestor's Tale
The Ancestor's Tale: A Pilgrimage to the Dawn of Life är en populärvetenskaplig bok av Richard Dawkins, med bidrag från Dawkins forskarassistent Yan Wong, utgiven 2004. Boken handlar om människans evolutionära historia och gemensamma förfäder.